# 貝蒂·帕里斯
伊莉莎白·帕里斯（英語：Elizabeth Parris；1682年11月28日－1760年3月21日），暱稱貝蒂·帕里斯（英語：Betty Parris），是塞勒姆審巫案的最初原告之一，貝蒂和她的表姊艾比蓋兒·威廉斯的指控直接導致了20人死亡，其中19人被判處絞刑，1人被石頭壓死。

## 生平

### 早年
貝蒂的父親是塞繆爾·帕里斯，他是塞勒姆教會的知名牧師。她的母親是伊莉莎白·帕里斯。貝蒂的哥哥湯瑪斯·帕里斯出生於1681年，妹妹蘇珊娜·帕里斯出生於1687年，其他住在帕里斯家的成員還有貝蒂的表姊艾比蓋兒·威廉斯，和屬於塞繆爾·帕里斯的印第安裔奴隸夫妻約翰·印第安以及提圖芭。
1688年，塞繆爾·帕里斯被任命為塞勒姆地區的新牧師，包括艾比蓋兒和兩名奴隸在內，全家人都跟隨塞繆爾從波士頓搬到塞勒姆，住在當地教會提供的房子裡。

### 塞勒姆審巫案
1692年2月，在貝蒂身上出現了一些奇怪的症狀，如在房間裡跑來跑去，躲在家具下，發燒，像狗一樣吠叫，身體抽搐成不像人類的姿勢等等。不久後，在其表姊艾比蓋兒·威廉斯身上也出現了類似的症狀。塞繆爾嘗試以祈禱和家庭療法為兩人進行治療，但毫無起色。於是，塞繆爾找來了醫生威廉·格里格斯和牧師約翰·黑爾來診斷病情，兩人都同意貝蒂和艾比蓋兒受到了巫術的影響。根據約翰·黑爾所述，貝蒂和艾比蓋兒身上有許多咬痕和擰痕，且這些傷痕在手臂、脖子甚至背部皆有出現，因此「不可能是她們自己弄出來的」。這些症狀的成因在現代有許多說法，有些人認為症狀的原因是吃了被麥角菌感染的黑麥麵包，也有人認為這些症狀分別來自氣喘、壓力、癲癇甚至是心理作用。
貝蒂的其他朋友也開始出現類似症狀，格里格斯注意到出現這種症狀的只限定孩童，這使其他村民開始相信整起事件確實是由巫術所引起的。牧師帕里斯的鄰居瑪麗·西布利指使提圖芭烤一塊女巫蛋糕來驗證提圖芭的清白，提圖芭最後被貝蒂指出是「邪惡之手」之一。在提圖芭接受訊問的同時，薩娜·古德和薩娜·奧斯本也開始被質疑。最後提圖芭承認了罪行，並轉而指控另外兩位女性。
1693年3月，當整起案件逐漸邁入尾聲，貝蒂夢到了一位被她認為是惡魔的「黑人」。貝蒂的家人將這視為不詳的徵兆，並安排把貝蒂送往另一個家庭暫住，希望這能讓她擺脫巫術的影響。審巫案的法院書記史蒂芬·休厄爾（他同時也是審巫案法官塞繆爾·休厄爾的弟弟）將貝蒂接到自己家中暫住。儘管貝蒂後來在休厄爾家仍出現了一些症狀，她最終得以完全康復。

### 審巫案過後的生活
1693年5月，塞勒姆審巫案結束，貝蒂·帕里斯從未撤回她的任何一條指控。
1710年，貝蒂27歲，她嫁給了班傑明·巴隆（Benjamin Baron），一名自耕農、商人和鞋匠。她的父親塞繆爾依舊相當關照她，送了金錢、銀器、盤子、用來掛在牆上的照片與裝飾品給這對新人，用以布置她們的新家。她和巴隆育有四個孩子：湯瑪斯、伊莉莎白、凱瑟琳和蘇珊娜。貝蒂最後於1760年3月21日在麻薩諸塞州康科特逝世，享年77歲，比她的丈夫多活了六年。

## 大眾文化中的貝蒂·帕里斯
- 《Rachel Dyer》，美國作家約翰·尼爾1828年所著的歷史小說。
- 《激情年代》，美國劇作家亞瑟·米勒1953年的作品，此作品之後改編為電影、歌劇等版本。